# Abzählende Geometrie
|  | Dieser Artikel wurde auf der Qualitätssicherungsseite des Portals Mathematik eingetragen. Dies geschieht, um die Qualität der Artikel aus dem Themengebiet Mathematik auf ein akzeptables Niveau zu bringen. Bitte hilf mit, die Mängel dieses Artikels zu beseitigen, und beteilige dich bitte an der Diskussion! (Artikel eintragen) |

In der Mathematik ist die enumerative oder abzählende Geometrie der Teilbereich der algebraischen Geometrie, der sich mit der Anzahl von Lösungen für geometrische Fragen befasst. Hauptsächlich wird dafür die Schnittpunkttheorie genutzt.

## Geschichte

Apollonisches Problem

Das Problem von Apollonius ist eines der frühesten Beispiele für abzählende Geometrie. Dieses Problem fragt nach der Anzahl und Konstruktion von Kreisen, die drei gegebene Kreise, Punkte oder Geraden tangieren. Im Allgemeinen hat das Problem für drei gegebene Kreise acht Lösungen, die als 23 angesehen werden können, wobei jede Tangentialbedingung dem Raum der Kreise eine quadratische Bedingung auferlegt. Für spezielle Anordnungen der gegebenen Kreise kann die Anzahl der Lösungen jedoch auch eine beliebige ganze Zahl zwischen 0 (keine Lösungen) bis sechs sein; es gibt keine Anordnung der Kreise, für die es sieben Lösungen für das Problem von Apollonius gibt.

## Schlüssel-Werkzeuge
Eine Reihe von Werkzeugen, die von elementaren bis zu fortgeschrittenen reichen, umfassen:
- Zählen von Dimensionen
- Satz von Bézout
- Schubert-Kalkül, und allgemeiner: charakteristische Klassen in der Kohomologie
- Die Verbindung des Zählens von Schnittpunkten mit der Kohomologie ist die Poincaré-Dualität
- Die Untersuchung von Modulräumen von Kurven, Karten und anderen geometrischen Objekten, manchmal über die Theorie der Quantenkohomologie. Die Untersuchungen der Quantenkohomologie, der Gromov-Witten-Invarianten und der Spiegelsymmetrie ergaben einen signifikanten Fortschritt in der Clemens-Vermutung.

Die aufzählende Geometrie ist sehr eng mit der Schnittpunkttheorie verbunden.

## Schubert-Kalkül
Die abzählende Geometrie entwickelte sich gegen Ende des 19. Jahrhunderts durch Hermann Schubert spektakulär. Zu diesem Zweck führte er den Schubert-Kalkül ein, der sich in breiteren Bereichen als grundlegend geometrisch und topologisch erwiesen hat. Die spezifischen Bedürfnisse der abzählenden Geometrie wurden erst angesprochen, als ihnen in den 1960er und 1970er Jahren weitere Aufmerksamkeit geschenkt wurde, wie zum Beispiel von Steven Kleiman hervorgehoben wurde. Die Schnittzahlen waren von André Weil im Rahmen seines Grundprogramms 1942–46 und auch später streng definiert worden, aber dies erschöpfte nicht den eigentlichen Bereich der Fragen zur abzählenden Geometrie.

## Korrekturfaktoren und Hilberts fünfzehntes Problem
Die naive Anwendung der Zählung von Dimensionen und des Satzes von Bézout führt zu falschen Ergebnissen, wie das folgende Beispiel zeigt. Als Reaktion auf diese Probleme führten Mathematiker vage Korrekturfaktoren ein, die erst Jahrzehnte später rigoros gerechtfertigt wurden.
Zähle als Beispiel die Kegelschnitte, die fünf vorgegebene Geraden in der projektiven Ebene tangieren. Die Kegel bilden einen projektiven Raum der Dimension 5, wobei ihre sechs Koeffizienten als homogene Koordinaten verwendet werden, und fünf Punkte einen Kegel bestimmen, wenn sich die Punkte in einer allgemeinen linearen Position befinden, da das Durchlaufen eines gegebenen Punktes eine lineare Bedingung auferlegt. In ähnlicher Weise ist die Tangentialität zu einer gegebenen Gerade {\displaystyle L} (Tangentialität ist ein Schnittpunkt mit Multiplizität zwei) eine quadratische Bedingung, bestimmt also ein Quadrat in {\displaystyle P^{5}}. Das lineare Teilersystem, das aus all diesen Quadriken besteht, ist jedoch nicht ohne Basisort. Tatsächlich enthält jede dieser Quadriken die Veronese-Einbettung, die folgende Kegel parametrisiert
{\displaystyle (aX+bY+cZ)^{2}=0}
die sogenannten 'doppelte Geraden'. Dies liegt daran, dass eine Doppelgerade jede Gerade in der Ebene schneidet, da sich Geraden in der projektiven Ebene mit der Multiplizität zwei schneiden, weil sie verdoppelt ist und somit die gleiche Schnittbedingung (Schnittpunkt mit der Multiplizität zwei) erfüllt wie ein nicht entarteter Kegel, der tangential zur Geraden ist.
Das allgemeine Satz von Bézout besagt, dass sich 5 allgemeine Quadriken im 5er-Raum in 32 = 25 Punkten schneiden. Die relevanten Quadriken sind hier jedoch nicht allgemein positioniert. Von 32 müssen 31 subtrahiert und der Veronese-Einbettung zugeordnet werden, um (aus geometrischer Sicht) die richtige Antwort zu erhalten, nämlich 1. Dieser Prozess der Zuordnung von Schnittpunkten zu 'entarteten' Fällen ist eine typische geometrische Einführung eines Korrekturfaktors.
Hilberts fünfzehntes Problem bestand darin, den scheinbar willkürlichen Charakter dieser Interventionen zu überwinden; Dieser Aspekt geht über die Grundfrage des Schubert-Kalküls selbst hinaus.

## Clemens-Vermutung
1984 untersuchte Herbert Clemens die Zählung der Anzahl rationaler Kurven auf einer dreifachen Quintik {\displaystyle X\subset P^{4}} und erzielte die folgende Vermutung:
Sei {\displaystyle X\subset P^{4}} eine allgemeine dreifache Quintik, {\displaystyle d} eine positive ganze Zahl, dann gibt es nur eine endliche Anzahl von rationalen Kurven mit dem Grad {\displaystyle d} auf {\displaystyle X}.
Diese Vermutung wurde im Fall {\displaystyle d\leq 9} gelöst, ist aber für höhere {\displaystyle d} noch offen.
1991 liefert die Arbeit über die Spiegelsymmetrie auf dreifachen  Quintiken in {\displaystyle P^{4}} aus string-theoretischer Sicht Zahlen für rationale Kurven von Grad {\displaystyle d} auf {\displaystyle X} für alle {\displaystyle d>0}. Zuvor konnten Mathematiker diese Zahlen nur für {\displaystyle d\leq 5} berechnen.

## Beispiele
Einige der historisch wichtigen Beispiele für Aufzählungen in der algebraischen Geometrie sind:
- 2: Die Anzahl der Geraden, die 4 allgemeine Geraden im Raum treffen
- 8: Die Anzahl der Kreise, die 3 allgemeine Kreise tangieren (Apollonisches Problem)
- 27: Die Anzahl der Geraden auf einer glatten kubischen Fläche (George Salmon und Arthur Cayley)
- 2875: Die Anzahl der Geraden auf einer allgemeinen dreifachen Quintik
- 3264: Die Anzahl der Kegel, die 5 ebene Kegel in der allgemeinen Position tangieren (Michel Chasles)
- 609250: Die Anzahl der Kegel auf einer allgemeinen dreifachen Quintik
- 4407296: Die Anzahl der Kegel, die 8 allgemeine quadratische Flächen tangieren[2]
- 666841088: Die Anzahl der quadratischen Flächen, die 9 gegebene quadratische Flächen in allgemeiner Position im {\displaystyle \mathbb {R} ^{3}} tangieren[1][2]
- 5819539783680: Die Anzahl der verdrillten kubischen Kurven, die 12 gegebene quadratische Flächen in allgemeiner Position im {\displaystyle \mathbb {R} ^{3}} tangieren[1][4]